# Полікаон (син Лелега)
Полікаон (дав.-гр. Πολυκάων) — персонаж давньогрецької міфології, син першого спартанського царя Лелега та наяди Перідеї або Клеохарії, брат Мілета, Бомолоха і Ферапне. Одружився з Мессеною, дочкою царя Аргоса Тріопа. Через те, що був молодшим сином Лелега, трон не отримав, а він перейшов по смерті Лелега до Мілета. Тоді Полікаон разом з дружиною, набравши військо з Аргоса та Лаконії, вирушив до Мессенії, яку завоювали та зробили своїм царством. Надалі отримало свою назву на честь його дружини. Там вони збудували багато міст, одне з яких, Анданію, зробили своєю столицею. Вони ввели там Елевсінські містерії та культ Зевса. Синів вони не мали, тому трон успадкував Перієр, син Еола.